# Айзенменгер, Иоганн Андреас
Иоганн (Йоханн) Андреас Айзенменгер (Эйзенменгер) (нем. Johann Andreas Eisenmenger; 1654, Мангейм, Курпфальц — 20 декабря 1704, Гейдельберг) — немецко-австрийский востоковед, гебраист, профессор восточных языков в Гейдельбергском университете. Считается одним из основателей и идеологов современного научного антисемитизма.

## Биография
Сын чиновника. Получил хорошее образование. Учился в духовном коллегиуме Collegium Sapientiae в Гейдельберге, где со рвением изучал иврит и другие семитские языки. Для продолжения образования, был послан курфюрстом в Англию и Голландию. Изучал талмудический иудаизм.
В 1700 году был приглашён возглавить кафедру восточных языков в Гейдельбергском университете.
Автор известной антиеврейской книги «Entdecktes Judentum» («Разоблаченный иудаизм»), вышедшей в 1711 году тиражом 2000 экземпляров, крайне враждебной по отношению к еврейской религии и евреям, труд, который оставался арсеналом для критиков талмудической литературы вплоть до настоящего времени. «Entdecktes Judenthum» («Разоблачённый иудаизм»), работа, осуждающая иудаизм, имела формирующее влияние на современную антисемитскую полемику.
Как указывает ЭСБЕ, Айзенменгер предлагал франкфуртским евреям уничтожить свою книгу за значительную сумму денег, но сделка не состоялась. Книга Айзенменгера послужила источником для множества позднейших сочинений антисемитического содержания.
Айзенменгер умер внезапно от апоплексического удара в 1704 году.

## Взгляды
Книга Айзенменгера базируется на различных коренящихся ещё со средневековья антииудаистских стереотипах, которые основываются на отрывках из средневековых проповедей, Каббале и других еврейских текстах и полемических цитатах. Его переводы еврейских текстов часто неверны и имеют тенденциозные искажения. Также он включил в свою книгу клеветнические антиеврейские измышления, такие как отравление колодцев и ритуальные убийства. Благодаря именно этой книге он получил должность профессора восточных языков в Гейдельбергском университете.
Немецкий протестантский теолог Карл Зигфрид писал, что «взятая в целом книга Айзенменгера есть коллекция скандалов; некоторые отрывки истолкованы неверно, другие представляют инсинуации, основанные на одностороннем освещении, и даже если бы этого не было, сочинение, преследующее цель изобразить лишь темные стороны еврейской литературы, не может дать правильного понимания иудаизма». Зигфрид считал проблемой тот факт, что христианские ученые рассматривали книгу Айзенменгера как источник знания по еврейским вопросам, и в результате не изучали реальные источники.
Айзенменгер, писавший до эпохи Просвещения, видел в иудеях всё ещё еретиков в традиционном теологическом смысле; их преступление состояло в их религиозной позиции, их существо определялось разрушительным воздействием их религии.

## Избранные труды
- Entdecktes Judenthum oder Gründlicher und wahrhaffter Bericht, welchergestalt die verstockten Juden die hochheilige Drey-Einigkeit, Gott Vater, Sohn und Heil. Geist erschrecklicher Weise lästern und verunehren, die Heil. Mutter Christi verschmähen, das Neue Testament, die Evangelisten und Aposteln, die Christliche Religion spöttisch durchziehen, und die gantze Christenheit auff das äusserste verachten und verfluchen: dabei noch viel andere, bißhero unter den Christen entweder gar nicht oder nur zum Theil bekannt gewesene Dinge …; alles aus ihren eigenen und zwar sehr vielen mit grosser Mühe und unverdrossenem Fleiß durchlesenen Büchern mit Ausziehung der hebräischen Worte und derer treuen Ubersetzung in die Teutsche Sprach kräfftiglich erwiesen und in zweyen Theilen verfasset, deren jeder seine behörige, allemal von einer gewissen Materie außführlich handelnde Capitel enthält; allen Christen zur treuhertzigen Nachricht verfertiget und mit vollkommenen Registern versehen. — Frankfurt/Main 1700
- Biblia Hebraica non punctata, Frankfurt/Main 1694